# Kuvajtské věže
Kuvajtské věže (arabsky: أبراج الكويت‎, anglicky: Kuwait Towers) jsou skupina tří vodojemů (věží) ve městě Kuvajt na mysu u vstupu do Perského zálivu. Byly postaveny v roce 1979 a jsou symbolem moderního Kuvajtu. Mezi roky 2012 až 2016 byly uzavřeny pro rekonstrukci. Nejvyšší ze tří věží měří 187 metrů, uvnitř ní je také restaurace a vyhlídka.